# Total Sub
Pour les articles homonymes, voir Total et Sub.
Total Sub est un sous-marin de poche-propulseur de plongée fabriqué en 1969 par la Comex, initié par la compagnie Total, en activité jusqu'en 1973. 

## Histoire
C'est un sous-marin un peu particulier puisqu’il est de type humide. En effet, à l’exception de quelques boîtiers électriques et contrairement aux sous-marins « classiques », ses passagers et le matériel interne baignent dans l’eau de mer. C’est donc une sorte de « jeep » des mers de plongée sous-marine, utilisée comme moyen de propulseur de plongée et de locomotion rapide pour un groupe de plongeurs et leur matériel.

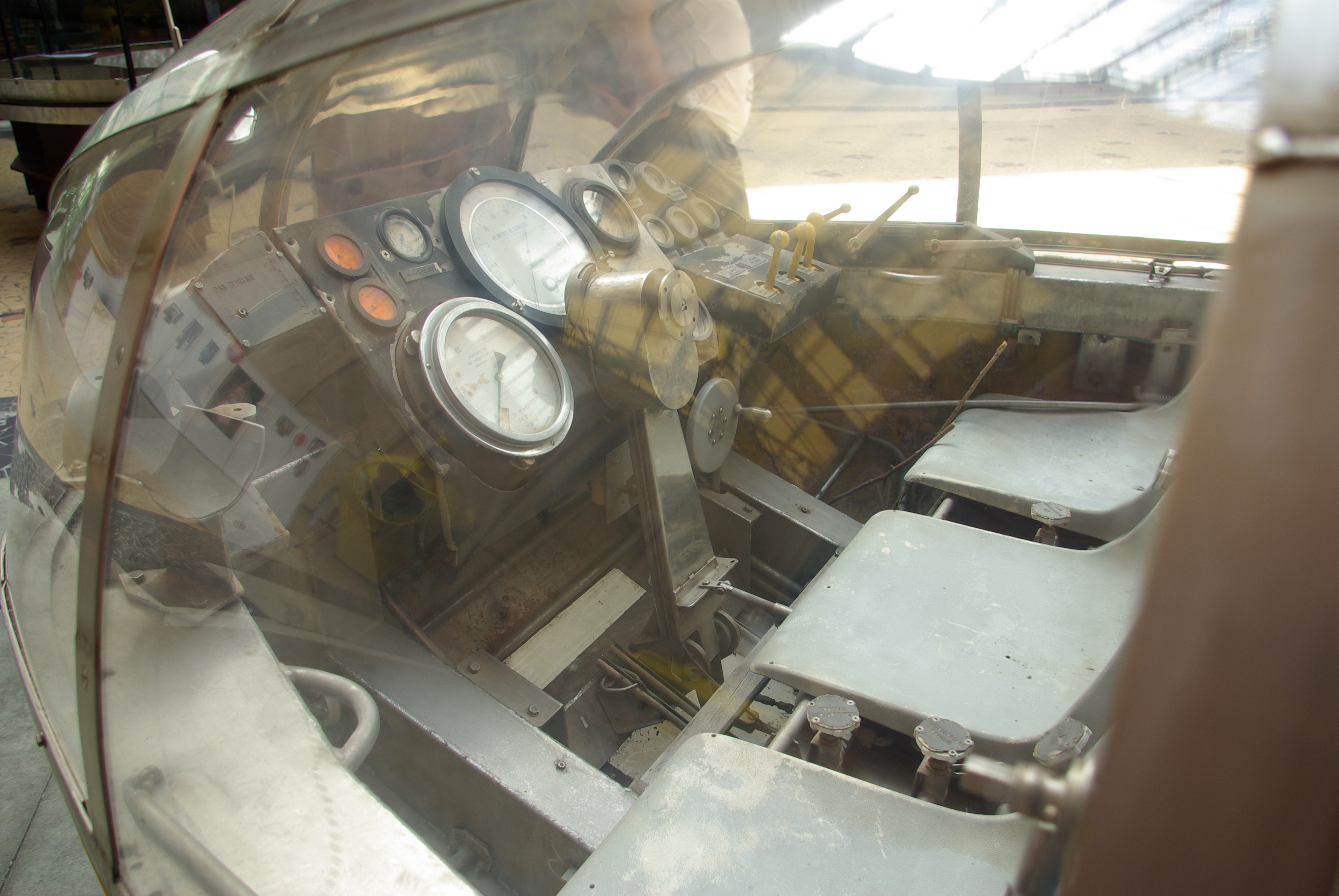
Cockpit

Il est équipé d’un lest largable de 180 kg et de ballasts de 180 litres. Ses occupants sont alimentés en gaz respiratoires par un ombilical connecté aux bouteilles de gaz comprimé du sous-marin. D’une longueur de 25 mètres, cet ombilical permet aux plongeurs de travailler dans un large périmètre autour de l’engin. 
Après avoir été utilisé pour des missions sous marines entre 1969 et 1973, il est exposé un temps sur le site Comex de  Marseille, puis offert en 2007 à La Cité de la Mer de Cherbourg-en-Cotentin, par le fondateur de la Société Comex Henri Delauze, où il est exposé depuis dans la nef d'accueil.

## Caractéristiques
- Profondeur maximale d’intervention : 60 mètres
- Poids : 5,3 tonnes
- Équipage : 3 à 5 plongeurs, dont le pilote.
- Autonomie en gaz respiratoires : 9 h
- Propulsion : hélice à pas variable entraînée par deux moteurs électriques alimentés par batteries
- Vitesse maximum : 6 nœuds
- Année de fabrication : 1969